# Lijst van burgemeesters van Wieldrecht
Dit is een lijst van burgemeesters van de voormalige Nederlandse gemeente Wieldrecht tot die gemeente in 1857 net als de gemeente De Mijl voor een groot deel opging in de gemeente Dubbeldam en waarbij de rest opging in de gemeente 's-Gravendeel.
| Ambtsperiode | Naam burgemeester                    | Partij of stroming | Bijzonderheden                                                       |
| ------------ | ------------------------------------ | ------------------ | -------------------------------------------------------------------- |
| 18?? - 1838  | mr. Johannes Hermanus Holle          |                    |                                                                      |
| 1838 - 1850  | mr. Cornelis Willem Otto van Dorsser |                    |                                                                      |
| 1850 - 1852  | mr. G.P.A. Struyk                    |                    | tevens burgemeester van Dubbeldam (1844-1852) en De Mijl (1850-1852) |
| 1852 - 1857  | mr. Cornelis Willem Otto van Dorsser |                    | tevens burgemeester van Dubbeldam (1852-1873) en De Mijl (1852-1857) |